# Harrison Gray Otis (Politiker)

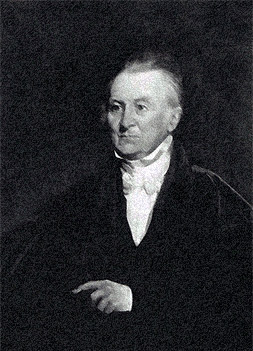
Harrison Gray Otis

Harrison Gray Otis (* 8. Oktober 1765 in Boston, Provinz Massachusetts Bay; † 28. Oktober 1848 ebenda) war ein US-amerikanischer Geschäftsmann, Anwalt und Politiker sowie einer der wichtigsten Führungspersönlichkeiten der Föderalisten, der ersten politischen Partei der Vereinigten Staaten.
Otis galt zu seinen Lebzeiten mit einem im Jahr 1846 geschätzten Privatvermögen von 800.000 US-Dollar als einer der reichsten Männer in Boston. Umgerechnet auf das Jahr 2010 entspricht dieses Vermögen einem Betrag zwischen 23,5 Millionen und 5,6 Milliarden Dollar, je nach Berechnungsmethode. Bei ausschließlicher Berücksichtigung der Inflation ergibt sich ein heutiger Wert von 33.873.337 US-Dollar.

## Frühes Leben
Harrison Gray Otis war der Sohn von Elizabeth (Gray) und Samuel Allyne Otis. Sein Onkel war James Otis Jr., der im Unabhängigkeitskrieg kämpfte, und sein Vater war aktiv unter anderem als Mitglied des Repräsentantenhauses von Massachusetts in der frühen US-amerikanischen Politik tätig. Seine Tante war die bekannte Poetin Mercy Otis Warren.

## Ausbildung und Karriere
Otis machte im Jahr 1773 seinen Abschluss an der Boston Latin School und studierte anschließend Rechtswissenschaft an der Harvard University, die er 1783 als Absolvent verließ. 1786 wurde er als Anwalt zugelassen und begann, in Boston zu praktizieren. Am 31. Mai 1790 heiratete er Sally Foster. Im Jahr 1794 wurde er an den Massachusetts General Court gewählt, 1796 folgte die Ernennung zum Bundesstaatsanwalt für den Distrikt von Massachusetts durch den damaligen US-Präsidenten George Washington. 1797 wurde er für die Föderalistische Partei als Vertreter für Massachusetts in das Repräsentantenhaus der Vereinigten Staaten gewählt, wo er bis 1801 blieb. Von 1801 bis 1802 wurde er von Präsident John Adams erneut zum United States Attorney berufen, anschließend arbeitete er wieder auf der Ebene von Massachusetts bis 1817, wobei er zwei Mal Präsident des Staatssenats war (1805–1806, 1808–1811). 1804 wurde er in die American Academy of Arts and Sciences gewählt. In den folgenden Jahren wurde er als Senator für Massachusetts gewählt (1817–1822) und war Bürgermeister von Boston (1829–1831). Außerdem verbrachte er mehrere Amtsperioden im Repräsentantenhaus von Massachusetts, als dessen Speaker er auch fungierte.
Im Jahr 1814 wurde er zudem Richter am Court of Common Pleas (bis 1818) und spielte eine wichtige Rolle als Delegierter auf der kontrovers diskutierten Hartford Convention, auf der diskutiert wurde, ob sich Neuengland von den Vereinigten Staaten abspalten sollte. Am Ende führte das Ergebnis zum Niedergang der Föderalisten. Später verteidigte Otis die Tagung in seinen Letters Developing the Character and Views of the Hartford Convention (1820) und Letters in Defence of the Hartford Convention (1824).
Otis führte von 1810 bis 1823 die Aufsicht über die Harvard University und war von 1823 bis 1825 deren Fellow. Daneben war er einer der Gründer der Boston Bank. Während seiner Karriere baute er gleich drei große Wohnhäuser in schneller Folge (vgl. Harrison Gray Otis House), die alle vom Bostoner Architekten Charles Bulfinch entworfen wurden. Otis starb am 28. Oktober 1848 in Boston und ist auf dem Mount Auburn Cemetery in Cambridge begraben.

## Politische Affären
Otis war in einen großen Finanzskandal verwickelt, der sich auf die Auswahl des Baugrundstücks für das Massachusetts State House bezog. Boston sollte State Capitol des Staates Massachusetts bleiben; die Stadt berief Otis in ein Komitee, das ein passendes Grundstück kaufen und es an den Staat schenken sollte. Dies setzte er auch um, kaufte aber zusätzlich im Verborgenen privat vom zu diesem Zeitpunkt in England lebenden John Singleton Copley ein benachbartes, 18,5 Acres (74.867 m²) großes Grundstück. Nach einem Jahrzehnt von Gerichtsverfahren wurde der Verkauf für rechtskräftig erklärt, und Otis entwickelte daraufhin gemeinsam mit den Eigentümern des Mount Vernon einen großen Teil des heutigen Stadtteils Beacon Hill.

## Bildergalerie

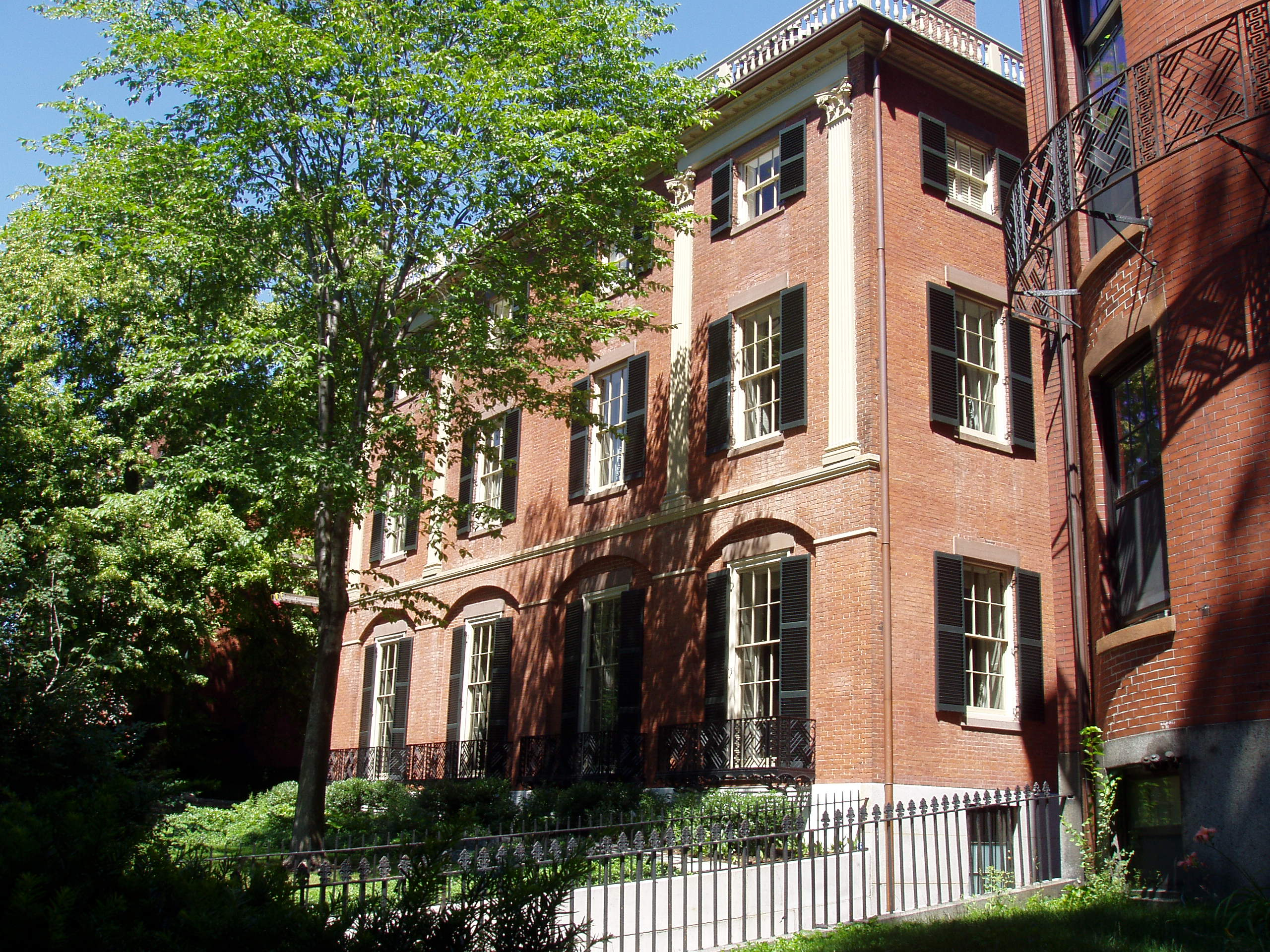
Das zweite Haus von Harrison Gray Otis in Beacon Hill.
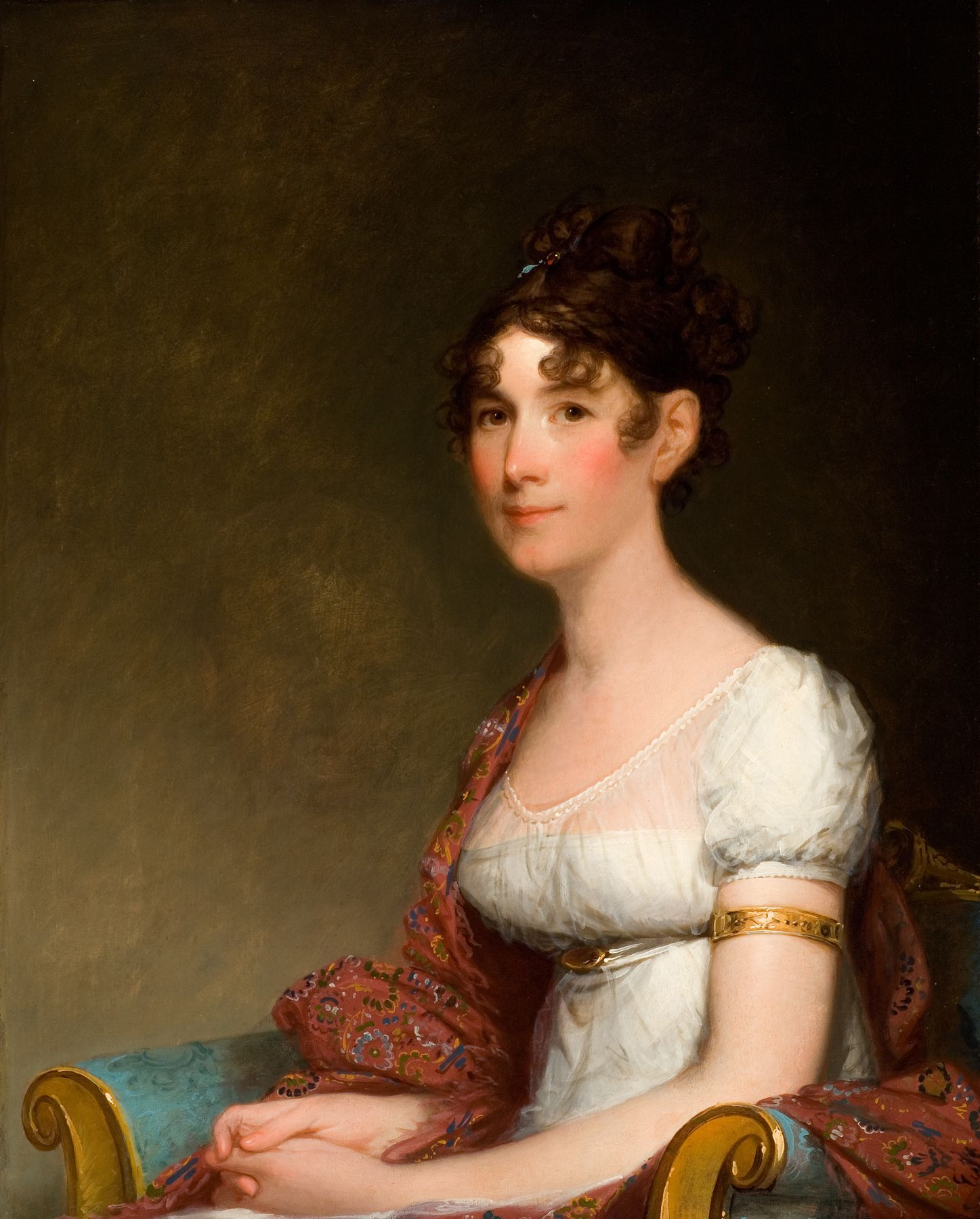
Mrs. Harrison Gray Otis, Porträt von Gilbert Stuart
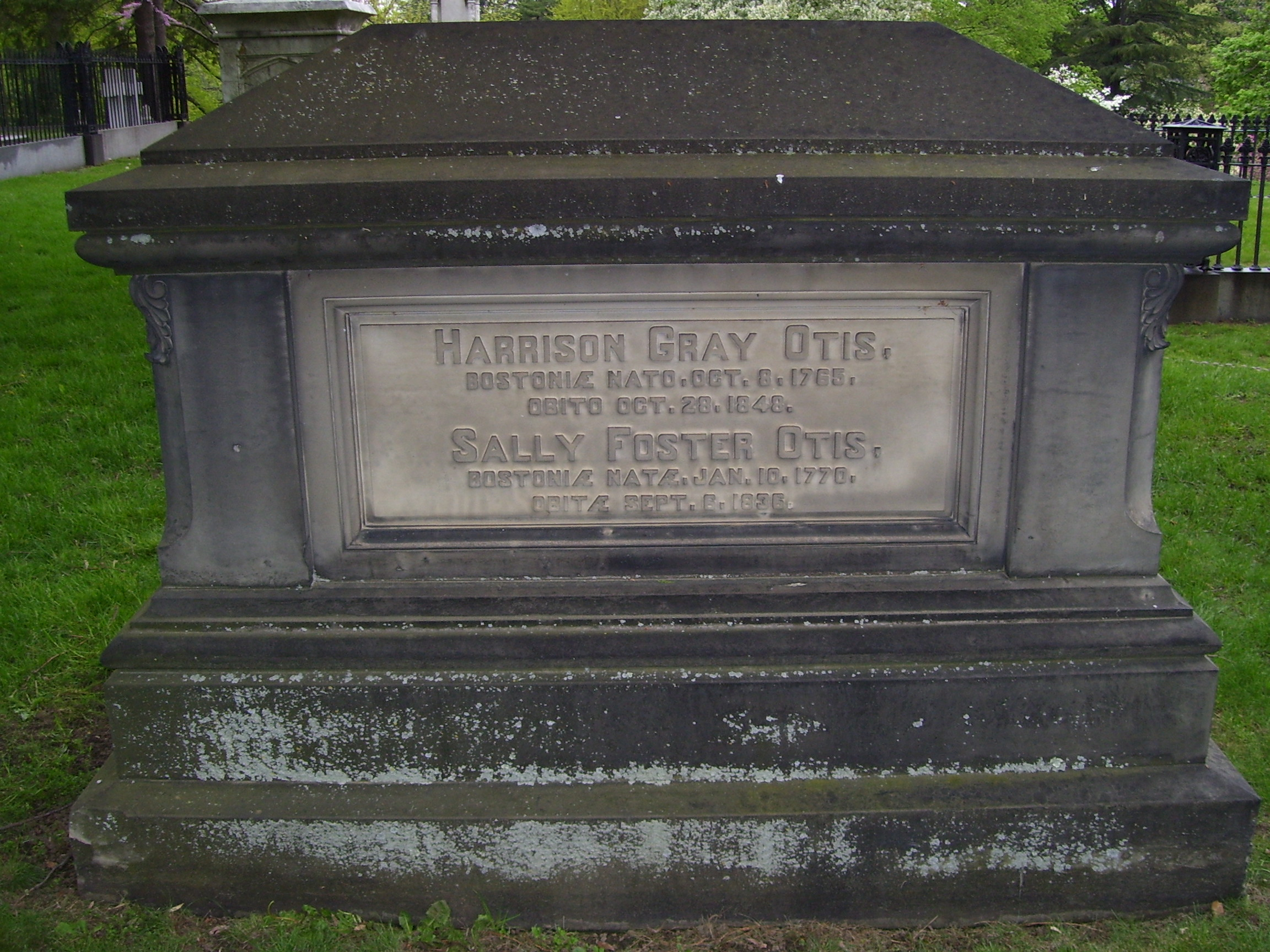
Das Grab von Harrison Gray Otis auf dem Mount Auburn Cemetery